# Elefantön

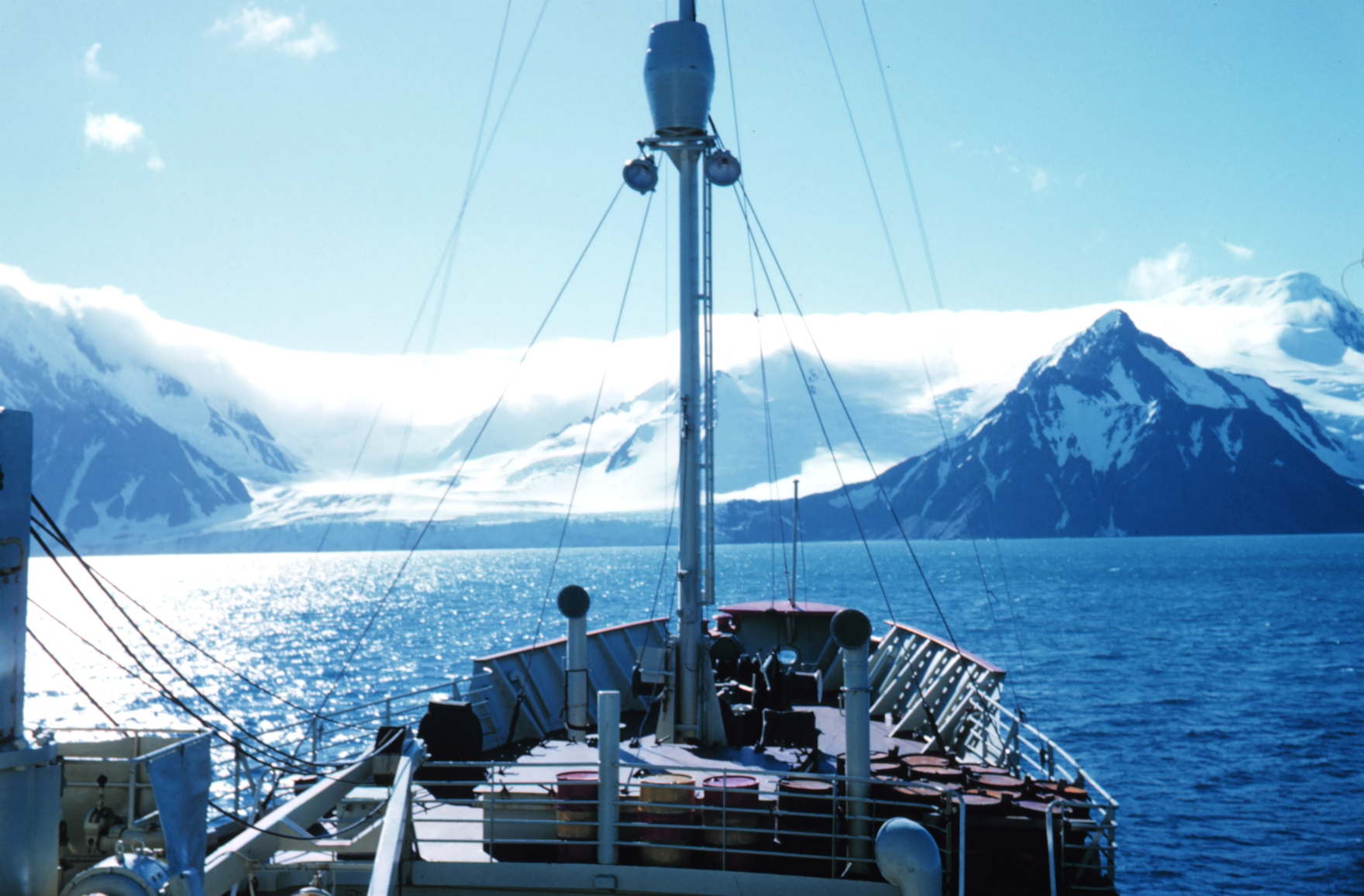
Ett fartyg närmar sig Elefantön.

Elefantön är en obebodd ö i Sydshetlandsöarna, norr om den Antarktiska halvön. Den är 558 kvadratkilometer stor och täckt av is. Ön är känd som vistelseort 1916 för den strandade delen av Ernest Shackletons polarexpedition.

## Geografi
Elefantön är cirka hälften så stor som Öland och består av berg och glaciärer. Nära Elefantön ligger Clarence Island.

## Etymografi
Namnet Elefantön kommer från att de tidiga upptäcktsresande såg att sjöelefanter var vanliga på ön.

## Historia
Elefantön är mest känd för att 22 personer ur polarfararen Ernest Shackletons manskap satt strandade där i fyra månader 1916 efter att deras skepp Endurance frusit fast i packisen och sjunkit.
De blev undsatta sedan Shackleton och fem andra expeditionsmedlemmar tagit en livbåt och efter två veckor på öppet hav nått Sydgeorgien. Där fick de kontakt med en valfångsstation. Till slut, via hjälp av ett lånat fartyg ur Chiles flotta, lyckats man nå fram till de strandsatta på Elefantön.